# コンパス (ベリーグッドマンの曲)
「コンパス」は、ベリーグッドマンのデビュー1作目のシングル（配信限定）。2014年3月26日発売。

## 概要
- インディーズ時代にベリーグッドマンが結成して初めて作った曲。
- インディーズグループのデビュー曲としては異例のタイアップ数を誇る。
- 2014年2月度有線ランキングJ-POPお問合せランキング2位[1][2]。
- プロ野球埼玉西武ライオンズの増田達至投手に登場曲として使用される[3]。増田はベリーグッドマンの曲を最初に使用したプロ野球選手となる[3]。
- ライブではアンコール時の呼び込み曲としてファンがサビ部分を歌っている[4]。
- 2018年発売のベストアルバム『1・2・3』が発売時にTBS系「スーパーサッカー」で4年ぶりとなるタイアップに決定[5]。

## 収録曲
1. コンパス
  - 作詞・作曲 ベリーグッドマン

## タイアップ
- TBS系『ひるおび!』2014年6月度エンディングテーマ
- テレビ東京系列「超流派」2014年3月度エンディングテーマ
- 九州朝日放送「ドォーモ」2014年3月度エンディングテーマ
- メ～テレ「ザキロバ！アンシュラのススメ」2014年3月度エンディングテーマ
- 長崎文化放送「JUNK BOX」2014年4月エンディングテーマ
- 長崎文化放送 2014年3月度「スーパーJチャンネルながさき」内天気予報BGM
- 熊本県民テレビ「ROCKET COMPLEX」2014年4月度エンディングテーマ
- 熊本県民テレビ「サタデココ」2014年4月エンディングテーマ
- 鹿児島テレビ「ゆうテレ」2014年4月度エンディングテーマ
- 九州朝日放送「V3」2014年4月度エンディングテーマ
- 北海道テレビ「イチオシ！プラス」2014年4月度エンディングテーマ
- 北海道テレビ「情報マルシェ！」2014年4月度エンディングテーマ
- 熊本県民テレビ 2014年4月度「テレビタミン」内BGM
- TBS系「スーパーサッカー」2018年4月･5月エンディングテーマ

## 別バージョン
コンパス - 2016 ver. -
- シングル『ありがとう〜旅立ちの声〜』#3
- 『BEST BEST BEST』LIFE DISC #10

コンパス (2020 ver.)
- 『Start Start Start』#2

## 収録アルバム
コンパス
- 『SING SING SING』#2
- 『SING SING SING 2』初回限定盤DVD #1(MVのみ収録)
- ベストアルバム『1・2・3』#1（初回限定盤DVD #1にはMV収録)）

## オムニバス収録
- 「Street Hits CD&DVD」（2014年12月27日）
- 「A GIRL↑↑3 mixed by DJ和」（2015年2月4日）

## プロ野球選手登場曲一覧
- 埼玉西武ライオンズ - 増田達至（2014年 - 2016年シーズン途中・2018年）